# Escut de Badia del Vallès

Escut oficial de Badia del Vallès

L'escut oficial de Badia del Vallès té el següent blasonament:
Escut caironat partit: 1r. d'or; 2n. de sinople; ressaltant sobre la partició una oreneta de sable volant. Per timbre una corona mural de vila.

## Història
Va ser aprovat el 12 de gener de 1996 i publicat en el DOGC núm. 2162 el 31 del mateix mes.
Badia del Vallès és un ajuntament de poca edat (constituït el 1994 amb terrenys segregats de Barberà del Vallès i Cerdanyola del Vallès), que es va formar cap als anys 60 majoritàriament amb gent emigrada del sud peninsular. Així, l'oreneta fou escollida com a símbol de l'emigració, mentre que els colors de cada partició representen els dos municipis originaris (or per Barberà i sinople per Cerdanyola).